# Quincas Borba (filme)
Quincas Borba é um filme brasileiro de 1988, escrito e dirigido por Roberto Santos. O filme é baseado no livro homônimo de Machado de Assis. O filme fora exibido no Festival de Cinema de Gramado, em 1987, mas lançado comercialmente apenas em 1988,  um ano após o falecimento de Roberto Santos.

## Elenco
- Paulo Villaça ....Quincas Borba
- Helber Rangel ....Pedro Rubião de Alvarenga
- Fúlvio Stefanini....Cristiano Palha
- Brigitte Broder ....Sofia
- Laura Cardoso ....Angélica
- Marlene França ....Fernanda
- Walter Forster ....Siqueira
- Luiz Serra.... Camacho
- Josmar Martins ....Téo
- Adriana Abujamra ....Tônia
- Antonio Rovis ....Carlos
- Andrea Drago....Baby